# Unione Sportiva Pergolettese 1932
La Unione Sportiva Pergolettese 1932 es un club de fútbol de Italia, con sede en Crema, en Lombardía. Fue fundado en 1932 y refundado en 2012. Compite en la Serie C, tercera categoría del fútbol italiano.

## Historia
Fue fundado el 18 de noviembre de 1932 como Unione Sportiva Pergolettese. En 1974 asumió la denominación de Unione Sportiva Pergocrema y, en 1994, de Unione Sportiva Cremapergo. Con el regreso a la Serie D, en el 2002, volvió a llamarse Unione Sportiva Pergocrema 1932.
En junio del 2012, el equipo entró en problemas financieros, por lo que fue declarado en bancarrota por la Corte de Cremona y posteriormente fue excluido de toda competencia en Italia.
El equipo regresó para la temporada 2012/13, luego de que el Pizzighettone (fundado en 1909) se mudara a Cremona, siendo considerado el sucesor del equipo excluido.

## Palmarés

### Torneos interregionales
- Serie C2 (2): 1978-79 (Grupo B), 2007-08 (Grupo A)
- Serie D (4): 1975-76 (Grupo B), 2004-05 (Grupo D), 2012-13 (Grupo B), 2018-19 (Grupo D)

### Torneos regionales
- Eccellenza Lombardia (1): 2001-02 (Grupo C)
- Prima Categoria Lombardia (1): 1966-67 (Grupo D)
- Seconda Categoria Lombardia (1): 1962-63 (Grupo H)